# David Ferrie
David William Ferrie (* 28. März 1918 in Cleveland, Ohio; † 22. Februar 1967 New Orleans, Louisiana) war ein Pilot und Privatdetektiv, der von Bezirksstaatsanwalt Jim Garrison als Hauptzeuge bei den Ermittlungen gegen den Geschäftsmann Clay Shaw wegen des Attentats auf John F. Kennedy eingesetzt wurde.

## Leben
Ferrie begann eine Karriere als Priesteramtskandidat, wurde jedoch verhaltensbedingt aus zwei Priesterseminaren entlassen und wurde dann Bischof der nicht vom Vatikan anerkannten „Orthodoxen Altkatholischen Kirche Amerikas“. Ferrie litt an Alopezie und kaschierte seine Haarlosigkeit durch eine Perücke sowie aufgeklebte Augenbrauen. Aufgrund einer Krebserkrankung befasste er sich ausgiebig mit Chemie und machte entsprechende Experimente mit Mäusen. Daneben betätigte er sich als Amateurpsychologe, erwarb per Fernkurs einen umstrittenen Doktorgrad und trat als Hypnotiseur auf.
Im Zweiten Weltkrieg erwies sich Ferrie als talentierter Pilot. Ab 1944 versuchte er sich als Fluglehrer an einer Hochschule in Cleveland, von der er aufgrund seiner Avancen an junge Flugschüler entlassen wurde. Ferrie trainierte in der Civil Air Patrol zunächst in Cleveland, an der seine Anstellung nach einem tödlichen Unfall eines Flugschülers nicht verlängert wurde. Ferrie arbeitete dann als Versicherungsinspektor, flog ab 1951 für die Eastern Air Lines und unterrichtete zwischen 1958 und 1960 in der Civil Air Patrol von New Orleans, in der er unter anderem dem damals 15-jährigen Lee Harvey Oswald sowie dem später in die Iran-Contra-Affäre verwickelten Barry Seal das Fliegen beibrachte. In den 1950er Jahren hatte Ferrie an den von ihm damals bewunderten Fidel Castro Gewehre geliefert, bis dieser sich zum Marxismus bekannte und ihm von da an verhasst war. Nachdem Ferrie die Civil Air Patrol 1960 im Streit verlassen hatte, zog er eine eigene Flugorganisation Metairie Falcon Cadet Squadron auf. Hieraus ging später die rechtsgerichtete Internal Mobile Security Unit hervor, die gegen Fidel Castro kämpfte. 1961 verlor Ferrie seinen Job bei Eastern Air Lines aufgrund von Vorwürfen über Sittendelikte und musste wegen Beziehungen zu minderjährigen Jungen eine Haftstrafe antreten, die das Ende der Unit nach sich zog.
Im Prozess gegen seinen Arbeitgeber war Ferrie von Anwalt G. Wray Gill vertreten worden, dem Ferries Intelligenz und sein Sinn für Intrigen auffielen. Gill stellte Ferrie als Privatermittler ein und machte ihn mit seinem wichtigsten Mandanten Carlos Marcello bekannt, dem Paten der Südstaatenmafia. Marcello finanzierte damals Exilkubaner, die aus dem Glücksspielparadies der Mafia geflohen waren. Als Söldner flog Ferrie im Rahmen der von der CIA mitgetragenen Operation Mongoose Exilkubaner für geheime Sabotageeinsätze nach Kuba, die von Marcello finanziert wurden. Der trickreiche Ferrie baute auch zwei Mini-U-Boote, mit welchen er den Hafen von Havanna blockieren wollte. Aus einem dreiwöchigen Urlaub bei seiner Fluglinie wird gefolgert, Ferrie sei bereits an der Invasion in der Schweinebucht beteiligt gewesen. Ferries öffentlichen Tiraden bei Castro-feindlichen Gruppen gegen die Kuba-Politik Kennedys mussten einmal von den Veranstaltern abgebrochen werden. In einem Brief bot er dem Verteidigungsminister an, jeden Russen oder Kommunisten zu töten und Killer auszubilden.
Ferrie arbeitete auch für den FBI-Pensionär und angesehenen Privatdetektiv Guy Banister, dessen Büro in New Orleans in der Camp Street 544 lag. Diese Adresse war auch auf einem scheinbar Castro-freundlichen Flugblatt angegeben, welches damals Lee Harvey Oswald verteilt hatte. Weder Oswalds Fair Play for Cuba-Komitee noch Oswald selbst waren Castro-Anhängern bekannt. Nach Aussage von Oswalds Anwalt Dean Andrews, der ebenfalls für Marcello arbeitete, soll Oswald für das Verteilen der Flugblätter bezahlt worden sein, was auf eine COINTELPRO-Operation hindeutet. Die Warren-Kommission lehnte es ohne Begründung ab, Andrews nach dem Geldgeber zu fragen. Zeugen berichteten, sie hätten Oswald, Ferrie und Banister in diesem Gebäude gemeinsam mit dem Exilkubaner-Führer Sergio Arcacha Smith gesehen. Im Sommer 1963 sollen Ferrie und Oswald Zeugen zufolge auf einer Privatparty offen über die Möglichkeit eines Staatsstreichs diskutiert haben. Auch Oswald wurde häufig in der Gesellschaft Banisters gesehen, der ebenfalls mit Marcello in Kontakt stand.

## Prozess gegen Carlos Marcello
Marcello hasste die Kennedys nicht nur wegen ihrer Kuba-Politik, sondern auch deshalb, weil Justizminister Robert F. Kennedy ihn persönlich im Streit um Marcellos US-Staatsbürgerschaft illegal nach Guatemala hatte ausweisen lassen, um sich auf diese Weise des hochrangigen und einflussreichen Bosses der amerikanischen Mafia zu entledigen.
Im Vorfeld des für Marcello existenziellen Prozesses wegen Verdachts auf Einwanderungsbetrug, der von Gill betreut wurde, bediente sich der Mafioso allerhand Tricks wie aufwändig gefälschter Dokumente. Gills Spezialist für Intrigen, Ferrie, führte für 7.000 Dollar einen Auftrag in Guatemala aus, von dem angenommen wird, er habe mit guatemaltekischen Dokumenten für Marcello zu tun.  Während des Prozesses verbrachte der Mafioso die Wochenenden vom 9./10. November und 17./18. November 1963 mit Ferrie, was Rückschlüsse auf die Bedeutung Ferries zulässt.
Obwohl Ferrie bislang die meisten Prozesstermine Marcellos besucht hatte, zog er es für den entscheidenden Tag am 22. November 1963 trotz eines starken Gewitters vor, nächtlich „zur Erholung“ nach Houston zum Schlittschuhlaufen zu fahren. Ferries Anwesenheit auf der Schlittschuhbahn wurde bestätigt, jedoch fuhr er dort nicht Schlittschuh, sondern saß pausenlos am Telefon.

## Ermittlungen wegen des Attentats
Am Nachmittag des 22. November 1963, als John F. Kennedy erschossen und Marcello aufgrund einer bestochenen Jury vom Vorwurf des Einwanderungsbetrugs freigesprochen wurde, geriet Banister in einen handgreiflichen Streit mit seinem Kollegen Jack Martin, der daraufhin Ferrie beschuldigte, in das Attentat verwickelt zu sein. Ferrie habe Oswald das Schießen mit Zielfernrohr beigebracht, ihn nach Texas geflogen und Mordpläne ausgearbeitet. Martin gab dem FBI gegenüber an, er denke, Ferrie hätte Oswald hypnotisiert, um Kennedy zu ermorden. Obwohl das FBI dem Alkoholiker Martin keinen Glauben schenkte, wurde Ferrie zweimal ausführlich über seine Kontakte befragt. Martin gab weiterhin an, Ferrie sei darüber unterrichtet worden, dass dessen Büchereiausweis bei Oswalds Festnahme in dessen Besitz gefunden worden sei. Zwar hatte Ferrie den Ausweis tatsächlich vermisst, jedoch konnte die Behauptung laut Warren-Report nicht bestätigt werden. Im Gegenteil, Ferrie konnte den Ausweis am 27. November 1963 dem FBI präsentieren. Das FBI verfügte über umfangreiche Erkenntnisse über Ferrie, die jedoch Präsident Lyndon B. Johnson vorenthalten wurden. Ferrie geriet durch die Ermittlungen der Polizei kurzfristig in das Licht der Öffentlichkeit. Marcello schenkte Ferrie eine Markentankstelle und ließ ihn bis 1966 für verschiedene seiner Firmen arbeiten.
New Orleans’ Bezirksstaatsanwalt Jim Garrison, der Ferrie nach dem Attentat verhört hatte, griff den Fall Ende 1966 erneut auf und erfuhr von Martin von der Verbindung Ferries und des inzwischen verstorbenen Banister zu militanten Exilkubanern. Garrison verdächtigte eine Gruppe um Ferrie, Banister, Carlos Bringuier und den CIA-Residenten Clay Shaw, in einen Plot zur Ermordung Kennedys verwickelt gewesen zu sein, da Kennedy die Feindseligkeiten mit Kuba und die CIA-Operationen in Vietnam hatte beenden wollen. Ferrie wurde Garrisons wichtigster Zeuge bei dessen Ermittlungen gegen den als angesehener Geschäftsmann geltenden Shaw.

## Tod
Zu einer Zeugenaussage kam es jedoch nicht mehr. Am 22. Februar 1967 wurde Ferrie, der um sein Leben gefürchtet hatte, tot neben zwei nicht unterschriebenen auf einer Schreibmaschine gefertigten Abschiedsbriefen aufgefunden. Die Autopsie ergab als Todesursache ein Beeren-Aneurysma. Im Haus wurde eine angebrochene Flasche des Hormon-Medikaments Proloid gefunden, die bei Ferrie dieses Symptom hätte herbeiführen können. Einen Tag später wurde der eng mit Ferrie befreundete Exilkubaner Eladio de Valle mit eingeschlagenem Kopf und Schuss ins Herz tot aufgefunden.
Bereits am 21. Juli 1964 wurde Ferries engste Freundin Mary Stults Sherman ermordet aufgefunden.

## Filme und Dokumentationen
- 1992: Jack Ruby – Im Netz der Mafia (Ruby); US-amerikanischer Film; Tobin Bell verkörpert Ferrie.
- 1991: JFK – Tatort Dallas (JFK); US-amerikanischer Film von Oliver Stone;  Ferrie wird von Joe Pesci dargestellt.

## Nachweise
1. ↑  John H. Davis: Mafia Kingfish. 1988, 22. Kapitel, deutsche Ausgabe: Mafia. Schattengeschichte der USA. Zürich 1989. Seitenzahl fehlt
2. ↑  HSCA Appendix to Hearings - Volume X, S. 8
3. ↑  Anthony Summers: Conspiracy. 1980, S. 364–365.
4. ↑  John H. Davis: Mafia Kingfish. 1988, 23. Kapitel, deutsche Ausgabe: Mafia. Schattengeschichte der USA. Zürich 1989. Seitenzahl fehlt
5. ↑  Freispruch Marcellos (Memento vom 2. Januar 2008 im Internet Archive)
6. ↑  Statement by Jack Martin to FBI SA Regis Kennedy and SA LN Shearer, 11/27/63
7. ↑  Jack Martin statement to Maj. Presley J. Trosclair of New Orleans PD 11/23/63
8. ↑  HSCA Appendix to Hearings - Volume X, S. 117
9. ↑  HSCA Appendix to Hearings - Volume X, S. 118
10. ↑  Warren-Report, Appendix 11: Reports Relating to the Interrogation of Lee Harvey Oswald at the Dallas Police Department, Reports of Agents of the Federal Bureau of Investigation. Warren Commission Hearings, vol. 24, S. 17, CE 1986, FBI report dated November 25, 1963, concerning items in possession of Lee Harvey Oswald when apprehended. Warren Commission Hearings, vol. 26, S. 587, CE 3042, FBI report of laboratory examination of items possessed by Lee Harvey Oswald for possible espionage significance. Oswald had his own New Orleans library card, and used it to check out thirty-four books between May and September 1963, when he moved back to Dallas. Warren Commission Hearings, vol. 25, S. 928, CE 2650, Secret Service report dated December 10, 1963, and FBI report dated February 25, 1964, of checks of public libraries in New Orleans, La., and Dallas, Tex., and a list of books knowns to have been checked out by Lee Harvey Oswald.
11. ↑  Warren Commission Document 75, S. 199–200, 294. Poser, p. 142n. Dave Blackburst, David Ferrie's Library Card, 1998.
12. ↑  Woman Expert in Cancer Slain In Burned Louisiana Apartment. In: The New York Times. 22. Juli 1964, ISSN 0362-4331 (nytimes.com [abgerufen am 14. August 2021]).